# Pallamano ai I Giochi panamericani giovanili
Le competizioni di pallamano ai I Giochi Panamericani giovanili si sono svolte dal 23 novembre al 4 dicembre presso l'Iván Vassilev Todorov Arena, gli eventi sono stati giocati dalle squadre nazionali Under-23, e le squadre vincitrici dei tornei (maschile e femminile), si sono qualificate direttamente per i XIX Giochi panamericani del 2023.

## Podi
| Evento           | Oro       | Argento   | Bronzo  |
| Torneo maschile  | Brasile   | Argentina | Cile    |
| Torneo femminile | Argentina | Paraguay  | Brasile |

## Torneo maschile

### Fase preliminare

#### Gruppo A
| Pos. | Squadra    | Pti | G | V | P | S | GF  | GS  | Diff |
| ---- | ---------- | --- | - | - | - | - | --- | --- | ---- |
| 1    | Brasile    | 6   | 3 | 3 | 0 | 0 | 117 | 54  | +63  |
| 2    | Cile       | 4   | 3 | 2 | 0 | 1 | 98  | 72  | +26  |
| 3    | Messico    | 2   | 3 | 1 | 0 | 2 | 74  | 89  | -15  |
| 4    | Porto Rico | 0   | 3 | 0 | 0 | 3 | 53  | 127 | -74  |

#### Gruppo B
| Pos. | Squadra         | Pti | G | V | P | S | GF  | GS  | Diff |
| ---- | --------------- | --- | - | - | - | - | --- | --- | ---- |
|      | Argentina       | 6   | 3 | 3 | 0 | 0 | 112 | 64  | +48  |
|      | Cuba            | 4   | 3 | 2 | 0 | 1 | 108 | 103 | +5   |
|      | Rep. Dominicana | 2   | 3 | 1 | 0 | 2 | 83  | 114 | -31  |
|      | Colombia        | 0   | 3 | 0 | 0 | 3 | 82  | 104 | -22  |

### Fase finale

#### Tabellone 1º - 4º posto
|  | Semifinali | Semifinali | Semifinali |         |           | Finale 1º posto | Finale 1º posto | Finale 1º posto |  |
|  |            |            |            |         |           |                 |                 |                 |  |
|  | Cile       | Cile       | 22         |         |           |                 |                 |                 |  |
|  | Cile       | Cile       | 22         |         |           |                 |                 |                 |  |
|  | Argentina  | Argentina  | 34         |         |           |                 |                 |                 |  |
|  | Argentina  | Argentina  | 34         |         | Argentina | Argentina       | 24              |                 |  |
|  |            |            |            |         | Argentina | Argentina       | 24              |                 |  |
|  |            |            | Brasile    | Brasile | 26        |                 |                 |                 |  |
|  | Brasile    | Brasile    | Brasile    | Brasile | 26        | 26              |                 |                 |  |
|  | Brasile    | Brasile    |            |         |           | 26              |                 |                 |  |
|  | Cuba       | Cuba       | 22         |         |           | Finale 3º posto | Finale 3º posto | Finale 3º posto |  |
|  | Cuba       | Cuba       | 22         |         |           |                 |                 |                 |  |
|  |            |            |            |         |           |                 |                 |                 |  |
|  |            |            |            |         |           | Cile            | Cile            | 37              |  |
|  |            |            |            |         |           | Cile            | Cile            | 37              |  |
|  |            |            |            |         |           | Cuba            | Cuba            | 35              |  |

#### Tabellone 5º - 8º posto
|  | Semifinali      | Semifinali      | Semifinali |         |                 | Finale 5º posto | Finale 5º posto | Finale 5º posto |  |
|  |                 |                 |            |         |                 |                 |                 |                 |  |
|  | Porto Rico      | Porto Rico      | 24         |         |                 |                 |                 |                 |  |
|  | Porto Rico      | Porto Rico      | 24         |         |                 |                 |                 |                 |  |
|  | Rep. Dominicana | Rep. Dominicana | 30         |         |                 |                 |                 |                 |  |
|  | Rep. Dominicana | Rep. Dominicana | 30         |         | Rep. Dominicana | Rep. Dominicana | 24              |                 |  |
|  |                 |                 |            |         | Rep. Dominicana | Rep. Dominicana | 24              |                 |  |
|  |                 |                 | Messico    | Messico | 36              |                 |                 |                 |  |
|  | Messico         | Messico         | Messico    | Messico | 36              | 34              |                 |                 |  |
|  | Messico         | Messico         |            |         |                 | 34              |                 |                 |  |
|  | Colombia        | Colombia        | 31         |         |                 | Finale 8º posto | Finale 8º posto | Finale 8º posto |  |
|  | Colombia        | Colombia        | 31         |         |                 |                 |                 |                 |  |
|  |                 |                 |            |         |                 |                 |                 |                 |  |
|  |                 |                 |            |         |                 | Porto Rico      | Porto Rico      | 27              |  |
|  |                 |                 |            |         |                 | Porto Rico      | Porto Rico      | 27              |  |
|  |                 |                 |            |         |                 | Colombia        | Colombia        | 32              |  |

## Classifica finale
| Pos | Squadre         |
| --- | --------------- |
|     | Brasile         |
|     | Argentina       |
|     | Cile            |
| 4   | Cuba            |
| 5   | Messico         |
| 6   | Rep. Dominicana |
| 7   | Colombia        |
| 8   | Porto Rico      |

|  | Qualificata ai XIX Giochi panamericani |